# Srebrna (Góry Kaczawskie)
Srebrna (niem. Silber Berg, 491 m n.p.m.) – wzniesienie w Grzbiecie Małym, w Górach Kaczawskich, położone na południe od Stromca. Zbudowane jest w południowej części ze staropaleozoicznych skał metamorficznych – zieleńców i łupków zieleńcowych oraz fyllitów i łupków kwarcowo-serycytowo-chlorytowych, należących do metamorfiku kaczawskiego, poprzecinanych żyłami wulkanicznych porfirów. W części północnej zaś Srebrną tworzą górnokredowe margle ilaste i wapienie margliste, należące do niecki północnosudeckiej. Porośnięta jest lasem świerkowym z polanami zajętymi przez pola i łąki.